# Lanny Barby

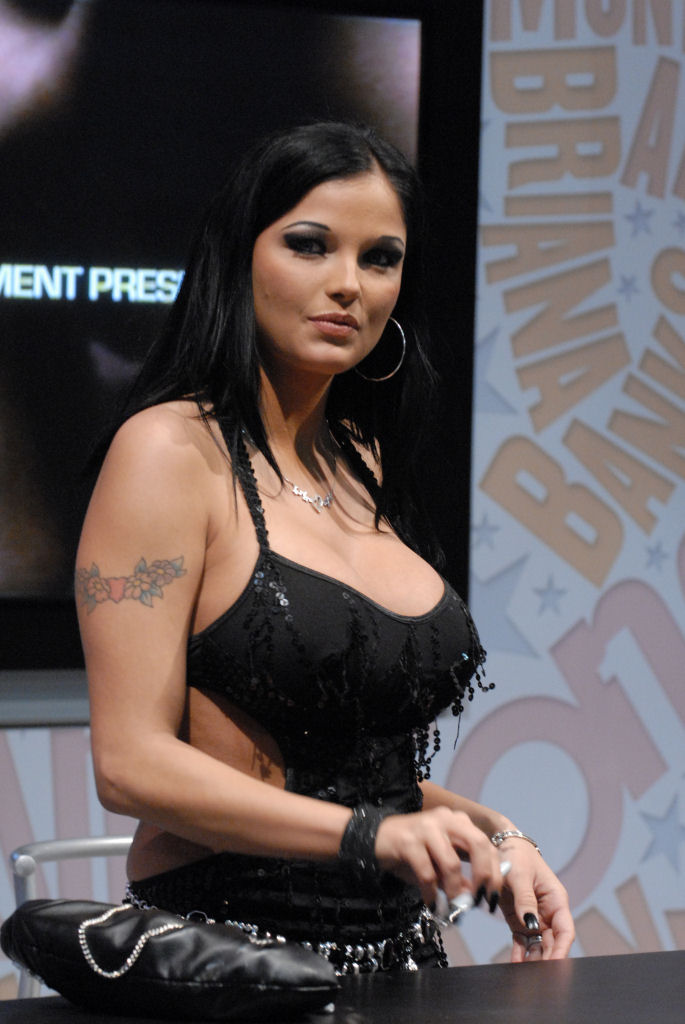
Lanny Barby

Lanny Barby (n. 29 august 1981, Montreal) este o actriță porno, canadiană de origine franceză. Ea este cunoscută sub nume diferite ca Lanni Barbie, Lanny Barby și Lannie Barby.
1. ↑  „Lanny Barby”, Internet Movie Database, accesat în 10 ianuarie 2016
2. ↑  „Lanny Barby”, Internet Movie Database